# Linear A

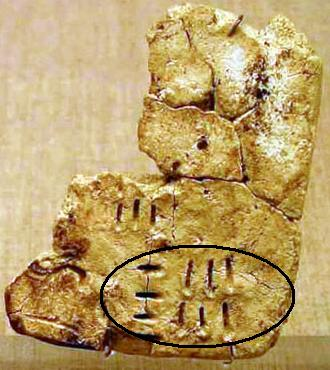
Tabuleta contendo escritos em Linear A

Linear A é um dos dois sistemas de escrita (o outro é a escrita pictográfica ou, menos correctamente, hieroglífica cretense) utilizados na Creta minoica anteriormente à sua sucessora, a Linear B micênica, utilizada para grafar a língua helênica dos invasores indo-europeus oriundos do continente (c. 1 450 a.C.).
O alfabeto Linear A, nome cunhado por Arthur Evans, é a transformação e simplificação da escrita ideogramática que provém da escrita do período neopalaciano. Evans especulou que se tenha tornado em escrita por volta de 1 800 a.C., mas essa visão foi recentemente rejeitada com a descoberta de símbolos de transição. Os elementos iconográficos se sistematizaram tornando a escrita mais fluída. Mas a transição de uma escrita para a outra foi tão lenta que ambos os sistemas estiveram em vigor em paralelo.
Esta escrita é chamada de linear porque é composta de sinais, que apesar de derivados dos ideogramas, já não são reconhecíveis como representações de objetos, mas composta por formações abstratas.
Os documentos descobertos até agora são inscrições em tabelas de argila e outros objetos de culto. Os textos em Linear A do palácio Hagia Triada são os mais numerosos: foram descobertos 150 pequenas placas de argila onde são listadas transações e armazenamentos. Textos similares foram encontrados em Cnossos, Mália, Festo, Tálisso, Palecastro, Arquanes e Cato Zacro. Os textos incluem títulos que indicam os prováveis locais e personagens. O sistema de numeração era diferente da escrita hieroglífica.

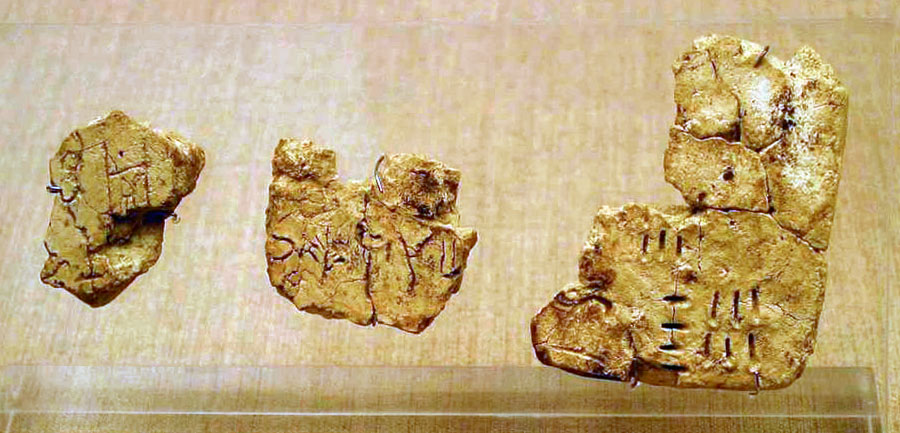
Escrita Linear A em fragmentos de cerâmica (Acrotíri)

Cerca de 100 símbolos foram amplamente utilizados em Linear A. Destes, doze eram ideogramas, apresentados separadamente em listas antes dos números. O sistema Linear A teve variações locais, havendo, no entanto, elementos comuns. Certo número de inscrições tinha um caráter mágico e religioso. Elas foram gravados ou escritas em utensílios de rituais, jarras, tabuinhas de oferendas, colheres de pedra, copos e xícaras de toda Creta. De fato, acredita-se que em 1 600 a.C. o Linear A era usado em toda ilha. Mas a maioria dos textos deste período foram escritos em cartazes de barro em forma de pastilhas retangulares.
Embora seja certo que a língua destas tabuinhas é minoica, uma vez que ainda não foi decifrada, muitos reconhecem os elementos de uma língua  semítica, luvita ou indo-europeia. Através da aplicação de valores fonéticos que são conhecidos que se aplicam na escrita Linear B, alguns pesquisadores conseguiram produzir uma variedade de interpretações de textos escritos em Linear A. Foi também identificado um sistema de numeração decimal: linhas verticais para as unidades, pontos ou linhas horizontais para dezenas, pequenos círculos para as centenas e círculos com raio para os milhares. A direção da escrita foi da esquerda para a direita. Inscrições curtas nesta escrita são encontrados em gessos em Cnossos e Hagia Triada, em inscrições de muitos selos e em pitos (vasos de barro de grandes dimensões) de diversas origens. As inscrições nos pitos incluem geralmente três ou quatro sinais e são, portanto, tetrassilábicas ou trissilábicas e possivelmente significam o nome dos proprietários ou dos fabricantes dos pitos, sem excluir o nome dos deuses, o conteúdo ou nomes de lugares.

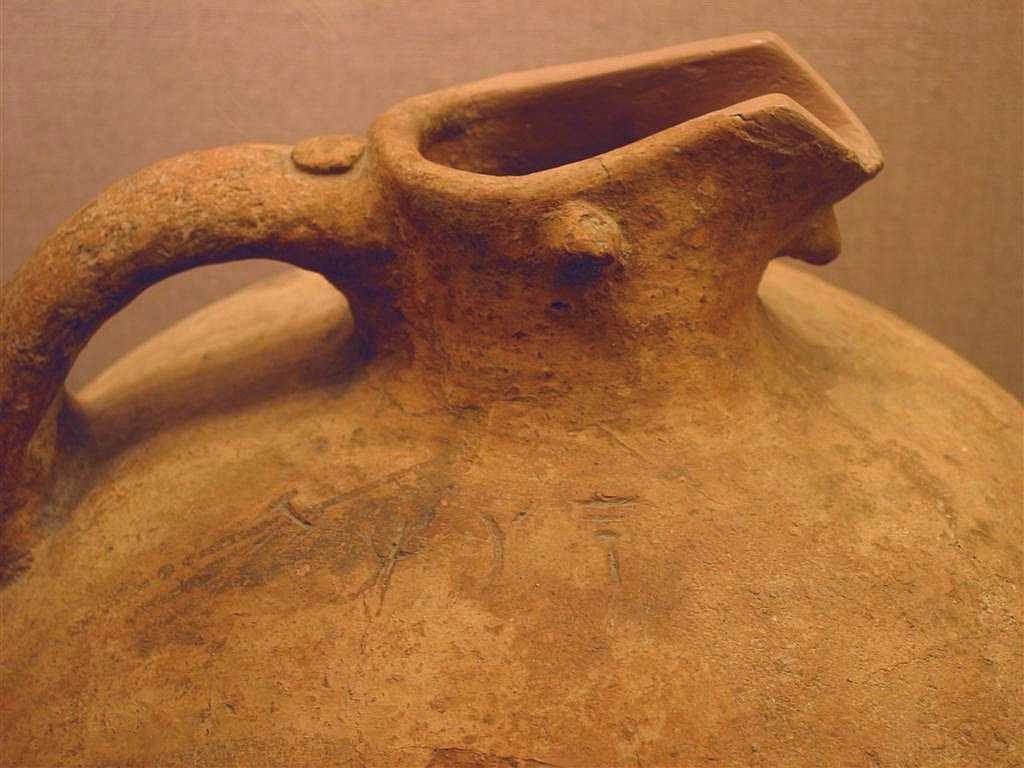
Linear A incisa em vaso (Acrotiri)

A maior dificuldade para a leitura do Linear A é o fato de muito poucos textos terem sido preservados e muitos dos documentos encontrados serem apenas fragmentos, tornando difícil aplicar com alguma probabilidade de sucesso o método utilizado para a descodificação do sistema Linear B, com o qual tem semelhanças, mas também diferenças. Sítios que possuem um grande número de tabuinhas são sítios que foram queimados em 1 450 a.C., onde o fogo cozeu as tabuinhas de argila, permitindo a sua conservação. Para outros locais, a descoberta de documentos em Linear A é mais aleatória.
A expansão do comércio durante o segundo período palaciano minoico resultou na disseminação da escrita minoica nas ilhas e na Grécia continental. Há amostras conhecidas em Milos, Ceos, Citera, Naxos e Santorini.

## Sinais
| Linear A: Assinatura e numeração de acordo com E. Bennett. A leitura de sinais é baseada em análogos Linear B. | Linear A: Assinatura e numeração de acordo com E. Bennett. A leitura de sinais é baseada em análogos Linear B. | Linear A: Assinatura e numeração de acordo com E. Bennett. A leitura de sinais é baseada em análogos Linear B. | Linear A: Assinatura e numeração de acordo com E. Bennett. A leitura de sinais é baseada em análogos Linear B. | Linear A: Assinatura e numeração de acordo com E. Bennett. A leitura de sinais é baseada em análogos Linear B. | Linear A: Assinatura e numeração de acordo com E. Bennett. A leitura de sinais é baseada em análogos Linear B. | Linear A: Assinatura e numeração de acordo com E. Bennett. A leitura de sinais é baseada em análogos Linear B. | Linear A: Assinatura e numeração de acordo com E. Bennett. A leitura de sinais é baseada em análogos Linear B. | Linear A: Assinatura e numeração de acordo com E. Bennett. A leitura de sinais é baseada em análogos Linear B. | Linear A: Assinatura e numeração de acordo com E. Bennett. A leitura de sinais é baseada em análogos Linear B. | Linear A: Assinatura e numeração de acordo com E. Bennett. A leitura de sinais é baseada em análogos Linear B. | Linear A: Assinatura e numeração de acordo com E. Bennett. A leitura de sinais é baseada em análogos Linear B. |
| *01-*20 | *01-*20 | *21-*30 | *21-*30 | *31-*53 | *31-*53 | *54-*74 | *54-*74 | *76-*122 | *76-*122 | *123-*306 | *123-*306 |
| --- | --- | --- | --- | --- | --- | --- | --- | --- | --- | --- | --- |
| | DA *01 | | QI *21 | | SA *31 | | WA *54 | | *76 | | *123 |
| | RO *02 | | *21f | | *34 | | *55 | | KA *77 | | *131a |
| | PA *03 | | *21m | | TI *37 | | PA3 *56 | | QE *78 | | *131b |
| | TE *04 | | MI? *22 | | E *38 | | JA *57 | | WO2? *79 | | *131c |
| | *05 | | *22f | | PI *39 | | SU *58 | | MA *80 | | *164 |
| | NA *06 | | *22m | | WI *40 | | TA *59 | | KU *81 | | *171 |
| | DI *07 | | MU *23 | | SI *41 | | RA *60 | | *82 | | *180 |
| | A *08 | | *23m | | KE *44 | | O *61 | | *85 | | *188 |
| | S *09 | | NE *24 | | *45 | | JU *65 | | *86 | | *191 |
| | *10 | | RU *26 | | *46 | | TA2 *66 | | TWE *87 | | *301 |
| | *11 | | RE *27 | | *47 | | KI *67 | | *100/ *102 | | *302 |
| | ME *13 | | I *28 | | *49 | | TU *69 | | *118 | | *303 |
| | QA2 *16 | | *28b | | PU *50 | | *70 | | *120 | | *304 |
| | ZA *17 | | *29 | | DU *51 | | MI *73 | | *120b | | *305 |
| | ZO *20 | | NI *30 | | *53 | | ZE *74 | | *122 | | *306 |